# Ангилькур-ле-Сар
Ангильку́р-ле-Сар (фр. Anguilcourt-le-Sart) — коммуна во Франции, находится в регионе Пикардия. Департамент коммуны — Эна. Входит в состав кантона Тернье. Округ коммуны — Лан.
Код INSEE коммуны — 02017.

## Население
Население коммуны на 2010 год составляло 292 человека.
| 1962 | 1968 | 1975 | 1982 | 1990 | 1999 | 2010 |
| ---- | ---- | ---- | ---- | ---- | ---- | ---- |
| 346  | 343  | 295  | 299  | 278  | 268  | 292  |

## Экономика
В 2010 году среди 182 человек трудоспособного возраста (15—64 лет) 134 были экономически активными, 48 — неактивными (показатель активности — 73,6 %, в 1999 году было 64,7 %). Из 134 активных жителей работало 113 человек (61 мужчина и 52 женщины), безработных было 21 (9 мужчин и 12 женщин). Среди 48 неактивных 15 человек были учениками или студентами, 18 — пенсионерами, 15 были неактивными по другим причинам.